# Tysoweć
Tysoweć (ukr. Тисовець) – wieś na Ukrainie, w obwodzie czerniowieckim, w rejonie czerniowieckim, w hromadzie Wełykyj Kuczuriw. W 2001 liczyła 3556 mieszkańców, spośród których 3513 wskazało jako ojczysty język ukraiński, 19 rosyjski, 11 mołdawski, 10 rumuński, 1 niemiecki, a 2 inny.